# Maredudd ap Gruffydd
Mareddudd ap Gruffydd  (né vers 1130 † 1155) prince de Deheubarth de 1151 à 1155.

## Origine
Mareddud ap Gruffydd est un fils de Gruffydd ap Rhys Ier et de Gwenllian ferch Gruffydd, âgé d'une vingtaine d'années lorsque son demi-frère ainé Cadell ap Gruffydd tombe dans une embuscade, il dirige à sa suite sur une partie du Dyfed et l'Ystrad Tywi.

## Règne
Après que Cadell devenu infirme décide de se retirer  Maredudd prend la tête du mouvement de résistance aux anglo-normands. En dépit de sa jeunesse Mardudd conduit ses forces avec sagesse et habileté.
Contrairement à son père et à ses frères il n'ordonne pas de massacres et il acquiert rapidement auprès de ses ennemis une réputation de justice et de clémence. Malheureusement il ne vit pas assez longtemps pour devenir un chef remarquable. Après avoir reconquis le Ceredigion en 1153 il reprend la même année le territoire de Gower et traverse la baie de Carmarthen à Tenby. Il a ainsi virtuellement reconstitué l'ancien royaume de Deheubarth.
Mareddud meurt âgé de seulement 25 ans le Brut y Tywysogion ne relève pas sa disparition de mort violente il semble donc qu'il ait succombé à une maladie. Sa succession est assurée par son jeune frère Rhys ap Gruffydd.

## Sources
- (en) Mike Ashley  The Mammoth Book of British Kings & Queens (England, Scotland and Wales), Robinson London (1998),  (ISBN 1841190969) « Maredudd ap Gruffyd » p. 340.